# نعمت‌آباد (مرودشت)
نعمت‌آباد (مرودشت)، روستایی از توابع بخش فاروق شهرستان مرودشت در استان فارس ایران است.

## جمعیت
این روستا در دهستان رحمت قرار دارد و براساس سرشماری مرکز آمار ایران در سال ۱۳۸۵، جمعیت آن ۵۵ نفر (۱۲خانوار) بوده‌است.